# Nero Burning ROM
Nero Burning ROM est un logiciel de gravure de CD et de DVD populaire, pour les systèmes d'exploitation Microsoft Windows et Linux. Il est produit par la firme allemande Nero AG, anciennement connue sous le nom de Ahead Software. Ce logiciel est souvent fourni avec les graveurs de CD et de DVD lors de leur achat.

## Étymologie
Son nom est un jeu de mots qui a une double signification. La première, burning ROM, fait référence en anglais à la gravure de ROM, donc de CD et de DVD, alors que la seconde, Nero Burning ROM, fait référence à l'empereur romain Néron dont on dit qu'il a mis le feu à Rome (le jeu de mots est plus flagrant en allemand car le nom de la ville ne prend pas de e : Rom). Ceci explique donc l'icône du logiciel qui représente le Colisée en feu avec un CD à l'intérieur.
La présence du Colisée sur l'icône de la ville en feu est un anachronisme : en effet, le grand incendie de Rome éclata en 64, durant le règne de Néron, alors que le Colisée fut construit entre 70 et 80.

## Capacités
Nero peut traiter de nombreux formats d'image CD, ceux de la norme ISO 9660 en font partie. Plus particulièrement, Nero propose son propre format d'image CD propriétaire : le format NRG. Depuis la version 6.6.0.13, il est également possible de graver les disques Blu-ray et les LightScribes.
Si la prise en main, la convivialité et l'esthétique sont au rendez-vous, Nero n'est pas prévu pour la copie de CD protégés et la tentative de gravure de ces derniers échoue quasiment tout le temps. Les logiciels concurrents, comme CloneCD (et CloneDVD) ou BlindWrite ou Alcohol 120%, sont, eux, capables de contourner certaines protections ainsi que AnyDVD pour faire des copies privées, ce programme étant payant.

## Évolution
Depuis sa création, le logiciel a pris de l'ampleur au fil du temps. En effet depuis sa version 6, le logiciel est accompagné de plusieurs autres sous-programmes comme Nero Wave Editor (pour travailler les fichiers audio), Nero Image Drive (pour le montage de CD virtuels), Nero BackItUp (pour la sauvegarde de système de fichiers ou de disques tout entier), Nero Recode (pour la sauvegarde de DVD non codés et les conversions du format MPEG-4). Depuis la version 7, Nero Vision (outil de gravure de DVD) est aussi présent dans le pack premium.
Nero Burning ROM est en fait devenu l'élément principal d'une suite de logiciels désigné par le nom  Nero, cependant ce même est souvent utilisé pour désigner Nero Burning ROM. La suite contient entre autres un encodeur/décodeur MP3 pour graver ceux-ci sur un CD audio ou sur CD-MP3. Cette suite permet aussi de copier un disque, d'en créer son image disque et de l'émuler, si toutefois on possède la version complète.

## Nero StartSmart
Nero StartSmart est une partie de Nero Burning ROM. Il permet d'accéder directement aux diverses fonctionnalités et de réaliser des opérations en un clic.

## NeroLinux
Depuis mars 2005, un portage du logiciel pour Linux est disponible sous le nom de NeroLinux. Comme la version Windows, elle est payante. Cependant, une version d'évaluation est également téléchargeable. Elle offre la plupart des fonctionnalités de sa version équivalente sous Windows et utilise GTK+.